# KKCity
KKCity網路城邦是由台灣的願境網訊股份有限公司經營的電子佈告欄系統（BBS）網站。系統是基於Telnet通訊協定所建立的，所以只有純文字加上文字超連結的功能，文字編碼為Big5碼，圖片則以網址連結到WWW的空間才能看到。2012年10月，telnet://bbs.kkcity.com.tw （页面存档备份，存于） 已無法連上。

## 概要
KKCity的系統特色在於除了主站之外，也供網友在主站架構下創立BBS分站，因此KKCity不僅主站有各式各樣的討論板，不同主題的各個分站亦有符合分站取向的各種討論板，而各分站享有高度的自治權，一般而言主站營運者並不過問分站的管理事務，也因此有許多學校班級、團體也在KKCity架設「自己的」BBS站，而每個分站與主站的使用者名單則是共用的。
KKCity與其他架設在學術網路（TANet）的BBS站的另一個不同之處，在於可供使用者自行選擇成人模式和同志模式，其中成人模式必須輸入國民身分證統一編號。
由於KKCity的歷史悠久，在主站以外另有許多五花八門的專門討論版（程式語言、遊戲專版、生活用品等），又因為BBS系統本身具有一定的隱密性（KKCity允許秘密站與秘密板的存在等），所以常常會有一些私底下的情報交流。其中關於討論羅莉的專版，因為談論內容不合社會風俗被報導並受到終止童妓協會的關切。
利用KKCity的使用者最常使用的瀏覽器是願境網訊所開發，在2001年推出的KKman。該軟體的特色與成功之處在於將WWW網際網路與Telnet BBS結合，以工作列中的一格位置同時開啟BBS軟體和WWW軟體，以簡化工作列。而後來台灣人洪任諭開發出PCMan BBS連線軟體，以及Firefox用的BBS模組的出現，使得KKman不再是WWW+BBS的唯一選擇。
KKCity於2002年1月1日正式招收VIP加值服務會員，VIP會員享有在尖峰時間優先登入的權利，也享有其它的加值服務。如不需連署即能開設個人板（可設成隱板）、隱藏個人發文IP等等..。
2010年8月底，站方宣布因為母公司認為BBS站沒有提供預期的收益，因此決定自2011年1月1日起無限期將KKCity改為唯讀狀態，而稍早站方則提供備份方式因應。
2012年10月，已無法連上。